# Ciruelos de Cervera
Ciruelos de Cervera település Spanyolországban, Burgos tartományban.  Lakosainak száma 99 fő (2024).

## Népesség
A település népessége az utóbbi években az alábbiak szerint változott:
| Lakosok száma | 155  | 144  | 131  | 119  | 123  | 104  | 112  | 99   | 104  | 99   |
|               | 2001 | 2004 | 2006 | 2009 | 2011 | 2014 | 2016 | 2019 | 2021 | 2024 |